# Гранвілл (Пенсільванія)
Гранвілл (англ. Granville) — переписна місцевість (CDP) в США, в окрузі Міффлін штату Пенсільванія. Населення — 424 особи (2020).

## Географія
Гранвілл розташований за координатами 40°33′15″ пн. ш. 77°36′55″ зх. д. / 40.55417° пн. ш. 77.61528° зх. д. (40.554080, -77.615163).  За даними Бюро перепису населення США в 2010 році переписна місцевість мала площу 3,44 км², з яких 3,44 км² — суходіл та 0,00 км² — водойми.

## Демографія
Згідно з переписом 2010 року, у переписній місцевості мешкало 440 осіб у 162 домогосподарствах у складі 114 родин. Густота населення становила 128 осіб/км².  Було 177 помешкань (52/км²).
Расовий склад населення:
| - 97,0 % — білих - 1,6 % — чорних або афроамериканців - 0,2 % — вихідців з тихоокеанських островів |

До двох чи більше рас належало 1,1 %. Частка іспаномовних становила 0,0 % від усіх жителів.
За віковим діапазоном населення розподілялося таким чином: 16,6 % — особи молодші 18 років, 53,9 % — особи у віці 18—64 років, 29,5 % — особи у віці 65 років та старші. Медіана віку мешканця становила 50,6 року. На 100 осіб жіночої статі у переписній місцевості припадало 98,2 чоловіків;  на 100 жінок у віці від 18 років та старших — 90,2 чоловіків також старших 18 років.
За межею бідності перебувало 20,0 % осіб, у тому числі 25,7 % дітей у віці до 18 років та 0,0 % осіб у віці 65 років та старших.
Цивільне працевлаштоване населення становило 166 осіб. Основні галузі зайнятості: освіта, охорона здоров'я та соціальна допомога — 34,9 %, публічна адміністрація — 26,5 %, транспорт — 12,0 %, виробництво — 7,2 %.